# Рахимов, Баки Сибгатуллович
Баки (Бакий) Сибгатуллович Рахимов (1913 — 3 марта 1940) — пулемётчик 109-го разведывательного батальона 86-й мотострелковой дивизии 7-й армии Северо-Западного фронта, красноармеец, Герой Советского Союза.

## Биография
Родился в 1913 году в деревне Долгий Остров Буинского уезда Симбирской губернии (ныне Батыревский район Чувашской республики) в семье муллы. Татарин.
Окончил начальную школу и школу ФЗУ. Работал слесарем в столице Татарской АССР — городе Казани на ПО «Киноплёнка».
В Красной Армии с 1939 года. Участник советско-финской войны 1939—1940 годов.
Пулемётчик 109-го разведывательного батальона (86-я мотострелковая дивизия, 7-я армия, Северо-Западный фронт) красноармеец Бакий Рахимов отличился в бою 22 февраля 1940 года в районе острова Койвисто-Бьерке.
В составе разведывательной группы Рахимов проделал проходы в проволочном заграждении. Преодолев заграждения, группа захватила два вражеских дота. Красноармеец Рахимов был ранен, но остался в строю.
Погиб в бою 3 марта 1940 года. Похоронен в братской могиле на острове Вихревой в Выборгском заливе.

## Награды
Указом Президиума Верховного Совета СССР от 21 марта 1940 года «за образцовое выполнение боевых заданий командования на фронте борьбы с финской белогвардейщиной и проявленные при этом отвагу и геройство» красноармейцу Рахимову Бакию посмертно присвоено звание Героя Советского Союза.
В честь Рахимова Баки Сибгатулловича названа улица в г. Казань в посёлке Левченко.